# 203년

## 연호
- 후한(後漢) 건안(建安) 8년

## 기년
- 후한(後漢) 헌제(獻帝) 15년
- 신라(新羅) 내해 이사금(奈解泥師今) 8년
- 고구려(高句麗) 산상왕(山上王) 7년
- 백제(百濟) 초고왕(肖古王) 38년

## 사건
- 음력 10월, 말갈(靺鞨)이 신라의 경계를 침범하였다. 복숭아꽃과 오얏꽃이 피었다. 사람들에게 큰 돌림병이 돌았다.
- 고구려, 산상왕 주통촌의 처녀를 후궁으로 맞음.
- 국상 을파소 세상을 떠남.  왕이 직접 제사를 지냄.

## 탄생
- 로마 제국 23대 황제 엘라가발루스
- 오의 태위 제갈각(諸葛恪)

## 사망
- 고구려의 국상 을파소

## 참고 문헌
- 김부식 (1145), 《삼국사기》 〈권2〉 내해 이사금 조(條)